# Et billede af mit liv - om Rigmor Mydtskov
Et billede af mit liv - om Rigmor Mydtskov er en film instrueret af Thomas Gammeltoft.

## Handling
Rigmor Mydtskov fortæller om sit lange liv med fotografiet. Hun er især kendt for sine portrætter, optaget i atelieret, ud fra ganske bestemte principper og en holdning til livet, som Mydtskov giver udtryk for på en klar og underholdende måde.